# 曼凱托
曼凱托（英語：Mankato）是一個位於美國明尼蘇達州布盧厄斯縣、勒蘇爾縣及尼科萊特縣的都市。根據2010年美國人口普查，該地共人口39309人，而該地的面積約為47.29平方千米。同時該地也是布盧厄斯縣的縣治。

## 地理
曼凱托的座標為44°10′00″N 94°00′00″W / 44.16667°N 94.00000°W，而該地的平均海拔高度為238米（即794英尺）。